# Згургола
Згургола, Зґурґола (італ. Sgurgola) — муніципалітет в Італії, у регіоні Лаціо,  провінція Фрозіноне.
Згургола розташована на відстані близько 65 км на південний схід від Рима, 17 км на захід від Фрозіноне.
Населення — 2693 особи (2014).
Щорічний фестиваль відбувається 6 листопада. Покровитель — San Leonardo.

## Демографія
Населення за роками:

Станом на 1 січня 2023 року в муніципалітеті офіційно проживало 297 іноземців з 25 країн, серед них 118 громадян країн Євросоюзу та 16 громадян України.

## Сусідні муніципалітети
- Ананьї
- Ферентіно
- Горга
- Мороло